# Lui de Bearn
El Lui de Bearn (occità: Lui de Bearn; francès: Luy de Béarn) és un riu bearnès, que discorre a través dels departaments francesos dels Pirineus Atlàntics.i les Landes. Quan es troba amb el Lui de França conforma el riu Lui, que és alhora un afluent de la conca esquerra de l'Ador. El Lui de Bearn té el seu naixement a Andonsh.

## Etimologia

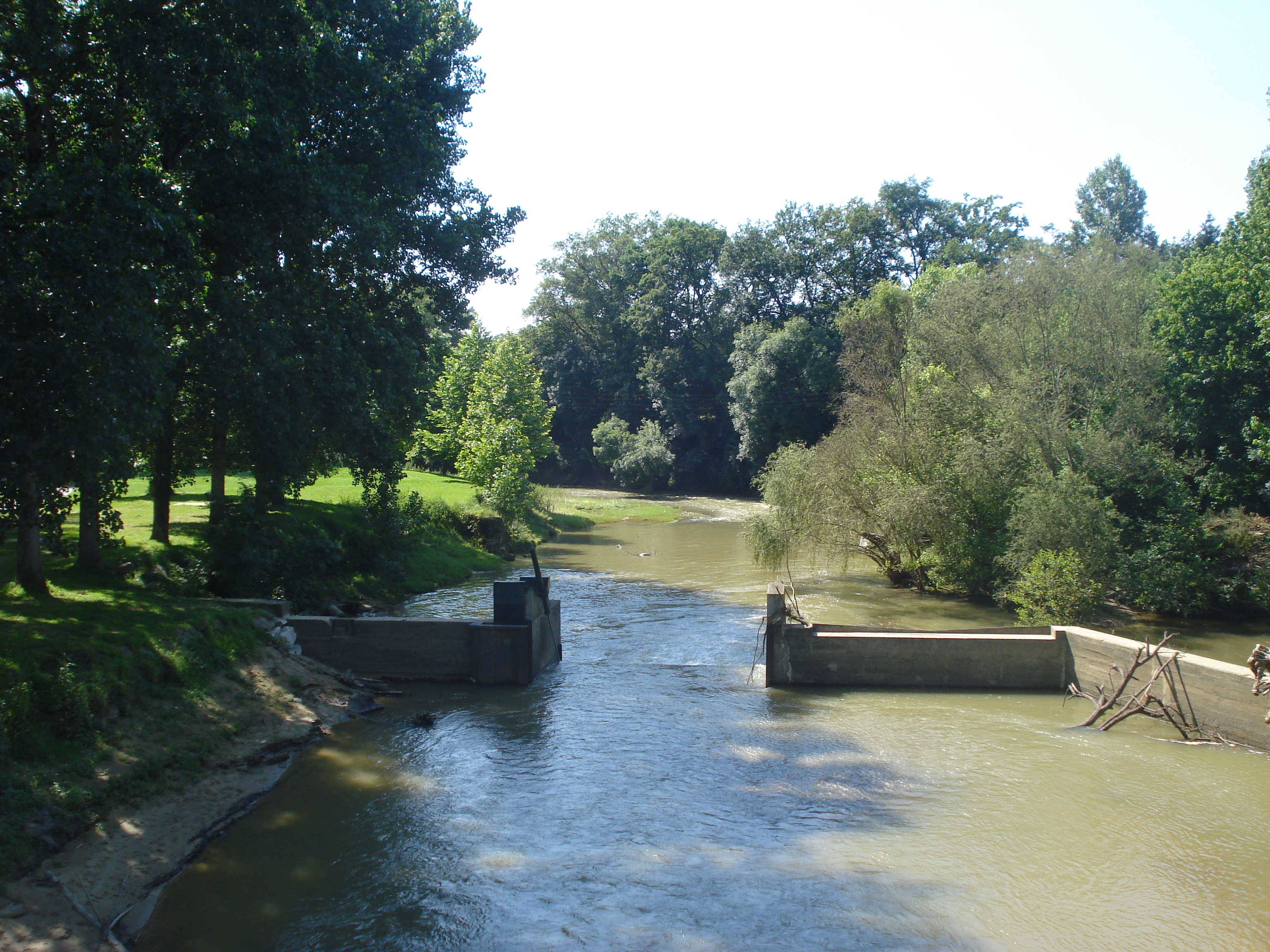
El Lui de Bearn a l'alçada de Saut de Navalhas.

El seu nom probablement prové d'una paraula aquitània anàloga al basc: lohi (llim, fang). potser emparentat amb el terme d'origen celta luto- (pantà), present des de la península Ibèrica a Bèlgica.
El riu Lui, que discorre més avall que el Lui de Bearn, està documentat en textos antics sota les formes Lui (1170), lo Hui (1286)...
Segons Pèire de Marca, el cartulari de Lescar (1101) l'esmentava sota la forma llatina Lunius.

## Geografia
El Lui de Bearn té el seu naixement a la base de l'altiplà de Gèr, dins del terme de la comuna d'Andonsh, a l'est de Pau. Flueix cap al nord-oest per la comarca de Shalossa i s'uneix al Lui de França per formar el Lui als peus del castell de Gaujac. Després desemboca a l'Ador aigües avall de Tèrcis (al sud de Dacs).
La seva longitud és de 76,55 km.